# Andrei Gherman
Andrei Gherman (n. 4 octombrie 1941, Dumeni, raionul Rîșcani, RSS Moldovenească, URSS – d. 25 februarie 2021, Chișinău, Republica Moldova) a fost un medic din Republica Moldova care a deținut funcția de Ministru al Sănătății al Republicii Moldova în Guvernul Tarlev I (2001 - 2005). El l-a înlocuit în funcție pe Vasile Parasca (1999 - 2001) și a fost succedat de Valerian Revenco. 

## Biografie
Andrei Gherman s-a născut în data de 4 octombrie 1941, în satul Dumeni, raionul Râșcani, RSS Moldovenească, URSS (astăzi în Republica Moldova). A absolvit Institutul de Stat de Medicină din Chișinău. După studii, în anii 1971-1972, a fost profesor de medicină. În perioada 1972-1975 lucrează în calitate de medic ordinator, medic-șef adjunct la Dispensarul de dermatovenerologie. Între 1975 și 1979 a fost șef-adjunct al Direcției cadre a Ministerului Sănătății. În perioadele 1979-1986 și 1991-2001 a fost medic-șef al Dispensarului dermatovenerologic. În perioada 1986-1991 a fost șef al 59 Direcției principale cadre, instituții de învățământ, dezvoltare socială și relații externe a Ministerului Sănătății. În perioada 19 aprilie 2001 – 19 aprilie 2005 a fost ministru al Sănătății al RM.
A decedat în data de 25 februarie 2021, la vârsta de 79 de ani, răpus de o maladie oncologică.